# Résenlieu
Résenlieu é uma comuna francesa na região administrativa da Normandia, no departamento Orne. Estende-se por uma área de 5,14 km². Em 2010 a comuna tinha 173 habitantes (densidade: 33,7 hab./km²).